# Octopus (album Gentle Giant)
Octopus – czwarty album studyjny grupy Gentle Giant z 1972 roku. Pierwszy album z nowym perkusistą Johnem Weathersem oraz ostatni z udziałem saksofonisty i wokalisty Phila Shulmana. Nagrania dotarły do 170. miejsca listy Billboard 200 w USA.

## Lista utworów[4]
Wszystkie utwory skomponowali Shulman, Shulman, Shulman, Minnear.
Strona A
| 1. | "The Advent of Panurge" | 4:40  |
|    |                         |       |
| 2. | "Raconteur, Troubadour" | 3:59  |
|    |                         |       |
| 3. | "A Cry for Everyone"    | 4:02  |
|    |                         |       |
| 4. | "Knots"                 | 4:09  |
|    |                         |       |
|    |                         | 16:50 |
|    |                         |       |
Strona B
| 1. | "The Boys in the Band"      | 4:32  |
|    |                             |       |
| 2. | "Dog's Life"                | 3:10  |
|    |                             |       |
| 3. | "Think of Me with Kindness" | 3:33  |
|    |                             |       |
| 4. | "River"                     | 5:54  |
|    |                             |       |
|    |                             | 17:09 |
|    |                             |       |

## Skład[5]
- Gary Green – gitary, instrumenty perkusyjne
- Kerry Minnear – instrumenty klawiszowe, wibrafon, instrumenty perkusyjne, wiolonczela, moog, śpiew, wokal wspomagający
- Derek Shulman – śpiew, saksofon altowy
- Phil Shulman – saksofony, trąbka, melofon, śpiew, wokal wspomagający
- Ray Shulman – gitara basowa, skrzypce, gitara, instrumenty perkusyjne, śpiew
- John Weathers – perkusja, instrumenty perkusyjne, ksylofon